# H. Lessieux et Cie
H. Lessieux et Cie war eine französische Herstellerfirma von Automobilen.

## Unternehmensgeschichte
Das Unternehmen aus Rethel begann 1900 oder 1901 mit der Produktion von Automobilen, die als L’Ardennaise vermarktet wurden. 1901 oder 1903 endete die Produktion. Es bestand keine Verbindung zu Maison Demorgny, die ebenfalls Automobile unter diesem Markennamen anboten.

## Fahrzeuge
Das einzige Modell 5 CV war mit einem Einzylindermotor und Kardanantrieb ausgestattet. Der Motor hatte austauschbare Zylinder für Wasser- oder Luftkühlung. Die offenen Karosserien boten wahlweise Platz für zwei oder vier Personen.